# Japari Cafe2
『けものフレンズ キャラクターソングアルバム Japari Café2』（ジャパリカフェ2）は、アニメ『けものフレンズ』のキャラクターソングアルバム。2017年12月13日にビクターエンタテインメントから発売された。『けものフレンズ ドラマ&キャラクターソングアルバム「Japari Café」』の続編。

## 概要
前作『Japari Cafe』の続編。今回はキャラクターソングのみだが、前作に登場しなかったフレンズが歌っている。
2ndシングル『フレ!フレ!ベストフレンズ』と同時発売。

## チャート成績
オリコンによると、2017年12月25日付けで12位に浮上した。現在までに1.2万枚売り上げた。

## 収録内容
1. なかよしマーチ [4:59]
作詞・作曲：じん
歌：サーバル（尾崎由香）、かばん（内田彩）
2. マイペースちぇいさー [4:45]
作詞・作曲：no my
歌：アライグマ（小野早稀）、フェネック（本宮佳奈）
3. たーのしーたーのしーたーのしー！ [3:41]
作詞・作曲：sasakure.UK
歌：コツメカワウソ（近藤玲奈）
4. とっても賢いじゅるり"れしぴ" [3:54]
作詞：高瀬愛虹
作曲：伊藤翼
歌：アフリカオオコノハズク（三上枝織）、ワシミミズク（上原あかり）
5. THE WANTED CRIMINAL [4:10]
作詞：高瀬愛虹
作曲：伊藤翼
歌：マーゲイ（山下まみ）、PPP[メンバー 1]
6. 湯けむりユートピア [3:39]
作詞：磯谷佳江
作曲：小野貴光
歌：ギンギツネ（相坂優歌）、キタキツネ（三森すずこ）
7. わたしたちのストーリー [5:18]
作詞・作曲：三矢禅晃
歌：PPP[メンバー 1]
後にアルバム『ペパプ・イン・ザ・スカイ!』に収録。
8. ドレミファロンド（フレンズ ver.） [3:17]
作詞・作曲：40mP
歌：どうぶつビスケッツ[メンバー 2]＋かばん（内田彩）×PPP[メンバー 1]
40mPの曲「ドレミファロンド」のカバー曲。今回のアルバムで歌っているキャラクター全員が登場する。

### ユニットメンバー
1. 1 2 3  ロイヤルペンギン（佐々木未来）、コウテイペンギン（根本流風）、ジェンツーペンギン（田村響華）、イワトビペンギン（相羽あいな）、フンボルトペンギン（築田行子）
2. ↑  サーバル（尾崎由香）、フェネック（本宮佳奈）、アライグマ（小野早稀）